# 空軍名誉杯
航空戦での特別の戦果を讃える名誉杯(ドイツ語: Ehrenpokal für besondere Leistung im Luftkrieg)は、ヘルマン・ゲーリングによって制定されたドイツ空軍の杯である。正式名称は上記の通りだが、俗に空軍名誉杯(ドイツ語: Ehrenpokal der Luftwaffe)と呼ばれる。受賞対象者はドイツ国防軍空軍所属のパイロット及び搭乗員に限られており、その中でも一級鉄十字章は受章しているがドイツ十字章や騎士鉄十字章にはまだ届かない者に贈られた。最初の受章者は1940年8月21日のヨハン・シャルクである。
杯は純銀及び洋白の2種類があり、サイズは高さ200mm、直径100mmである。側面には鉄十字のレリーフがあり、鉄十字の反対には死闘を意味する2羽の鷲が描かれている。